# Роденес
Роденес (њем. Rodenäs) општина је у њемачкој савезној држави Шлезвиг-Холштајн. Једно је од 132 општинска средишта округа Нордфризланд. Према процјени из 2010. у општини је живјело 441 становника. Посједује регионалну шифру (AGS) 1054110.

## Географски и демографски подаци
Роденес се налази у савезној држави Шлезвиг-Холштајн у округу Нордфризланд. Општина се налази на надморској висини од 2 метра. Површина општине износи 19,8 km². У самом мјесту је, према процјени из 2010. године, живјео 441 становник. Просјечна густина становништва износи 22 становника/km².